# Sclerocactus whipplei subsp. busekii
Sclerocactus whipplei subsp. busekii ist eine extrem gefährdete Unterart der Pflanzenart Sclerocactus whipplei in der Familie der Kakteengewächse (Cactaceae). Der Name bezieht sich auf Josef Busek einem Experten der Gattungen Sclerocactus und Pediocactus, der in den 1970er Jahren wertvolle Feldarbeit geleistet hat. Englische Trivialnamen sind „Busek´s Cactus“ und „Paria Plateau Cactus“.

## Beschreibung
Sclerocactus whipplei subsp. busekii wächst einzeln kugelig bis länglich. Er wird 4 bis 8 cm lang und erreicht 3 bis 5 cm im Durchmesser. Die gelben röhrenförmigen Blüten sind 2 bis 3 cm lang und breit. Die Unterart ist bereits im frühen Jugendstadium blühfähig. Sie öffnet die Blüten erst spät am Tag, während Sclerocactus spinosior die Blüten am Vormittag öffnet. Die Blütezeit ist im April bis Mai.

## Verbreitung
Sclerocactus whipplei subsp. busekii wächst endemisch in der Great Basin Wüste in Arizona in einem begrenzten Areal auf flachen, sandigen oder steinigen Hügeln in Höhenlagen von 1600 bis 1900 Metern. Sie ist dort vergesellschaftet mit Pediocactus paradinei, Escobaria missouriensis subsp. marstonii, Escobaria vivipara subsp. kaibabensis, verschiedenen Kakteenarten und Yucca baccata.

## Systematik
Die Beschreibung als Sclerocactus whipplei subsp. busekii erfolgte 1995 von Fritz Hochstätter.
Synonyme sind Sclerocactus pubispinus var. sileri L.D.Benson (1969) und Sclerocactus sileri (L.D.Benson) K.D.Heil & J.M.Porter (1994).

## Bilder
Sclerocactus whipplei subsp. busekii:

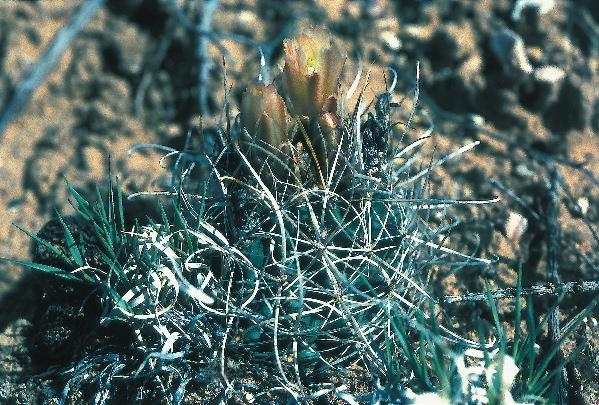
Mit typischer Blüte in Arizona.
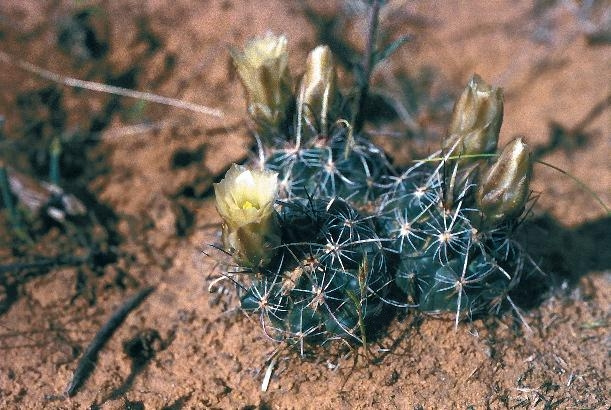
Im Mai in Blüte in Arizona
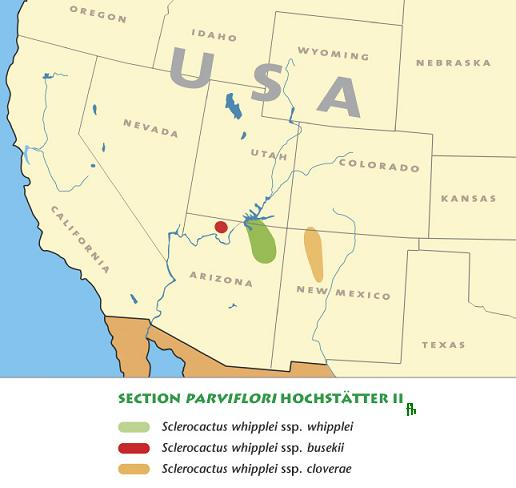
Das Verbreitungsgebiet der Sektion Parviflori.